# Аскания-Нова (посёлок)
Аска́ния-Но́ва (укр. Асканія-Нова; до 1841 года — Ча́пли) — посёлок городского типа в Каховском районе Херсонской области Украины. Центр Аскания-Новой поселковой общины.
В районе посёлка расположен заповедник Аскания-Нова.
С 2022 года, после российского вторжения на территорию Украины, посёлок оккупирован Россией.

## Население

### Языковой состав
Родной язык населения по данным переписи 2001 года:
| Язык       | Численность, чел. | Доля     |
| ---------- | ----------------- | -------- |
| Украинский | 2 051             | 59,02 %  |
| Русский    | 1 398             | 40,23 %  |
| Другое     | 26                | 0,75 %   |
| Итого      | 3 475             | 100,00 % |

## История
Посёлок основан в 1828 г. Землю под будущий посёлок и заповедник приобрел Фердинанд Фридрих, герцог Ангальт-Кетенский. В 1859 году он её продал землевладельцу Ф. Фейну.
19 октября 1938 года Аскания-Нова получил статус посёлка городского типа.